# 圣皮埃尔和密克隆领地委员会
圣皮埃尔和密克隆领地议会（法語：Conseil territorial de Saint-Pierre-et-Miquelon）是法国海外行政区域圣皮埃尔和密克隆的立法机关。圣皮埃尔和密克隆领地议会的办公大楼是位于圣皮埃尔教堂广场的一幢橙色两层建筑。

## 议会主席
- 1947年1月－1952年2月 亨利·达戈尔（Henri Dagort）
- 1952年2月－1956年11月 阿尔弗雷德·莱昂·白里安（Alfred-Léon Briand）
- 1956年11月－1964年11月 亨利·克莱罗（Henri Claireaux）
- 1964年11月－1966年10月 阿尔贝·白里安（Albert Briand）
- 1966年10月- 1968年6月 保罗·勒巴伊（Paul Lebailly）
- 1968年6月－1984年10月4日 阿尔贝·庞（Albert Pen）
- 1984年10月4日－1994年4月1日 Marc Plantegenest
- 1994年4月1日－1996年7月6日 Gérard Grignon
- 1996年7月6日－2000年3月31日 Bernard Le Soavec
- 2000年3月31日－2005年12月27日 Marc Plantegenest
- 2005年12月27日－2006年1月27日 保罗·贾卡丘里（Paul Jaccachury）
- 2006年1月27日－2006年3月31日 夏尔·多德曼（Charles Dodeman）
- 2006年3月31日－2017年10月24日 斯特凡纳·阿尔塔诺（Stéphane Artano）
- 2017年10月24日－2020年10月13日 斯特凡纳·諾爾芒（Stéphane Lenormand）
- 2020年10月13日至今 – 贝尔纳·白里安（英语：Bernard Briand）